# NGC 2283
NGC 2283 is een balkspiraalstelsel in het sterrenbeeld Grote Hond. Het hemelobject werd op 6 februari 1785 ontdekt door de Duits-Britse astronoom William Herschel.

## Ten zuiden van Sirius
Amateurastronomen kunnen Sirius, de helderste ster in de sterrenhemel, aanwenden als gidsster om het stelsel NGC 2283 op te sporen. NGC 2283 bevindt zich, vanaf de aarde gezien, anderhalve graad ten zuiden van Sirius.

## Synoniemen
- ESO 557-13
- MCG -3-18-2
- IRAS 06436-1809
- CGMW 1-369
- PGC 19562